# Химическая классификация гормонов
По химической структуре гормоны подразделяются на три группы: производные аминокислот (амины и йодтиронины), белково-пептидные гормоны (небольшие пептиды, гликопротеины, белки) и стероиды.

## Производные аминокислот
1. Адреналин
2. Норадреналин
3. Трийодтиронин (Т3)
4. Тироксин (Т4)
5. Серотонин - производные триптофана
6. Гистамин – производные гистидина

## Белково-пептидные гормоны
Чаще являются гидрофильными, поэтому они не могут легко пройти через мембрану. Действие на клетки-мишени в основном реализуется через взаимодействие с рецепторами на поверхности мембраны. Участвуют вторичные посредники (мессенджеры) — н-р аденилатциклаза, которая обеспечивает передачу сигнала от рецептора на различные участки клетки.
1. Кортикотропин
2. Соматотропин
3. Тиреотропин
4. Пролактин
5. Лютропин
6. Лютеинизирующий гормон
7. Фолликулостимулирующий гормон
8. Меланоцитстимулирующий гормон
9. Вазопрессин
10. Окситоцин
11. Паратгормон
12. Кальцитонин
13. Инсулин
14. Глюкагон

## Стероиды
Стероидные гормоны являются гидрофобными и способны проходить через мембрану клетки, связываясь с внутриклеточными рецепторами. Образуется комплекс гормон-рецептор, который переносится в ядро клетки, где обеспечивает регуляцию транскрипции генов. Далее может образовываться матричный РНК. На основе м-РНК могут образовываться белки, которые обеспечивают ответ клетки на гормоны.
Глюкокортикоиды
1. Минералокортикоиды
2. Андрогены
3. Эстрогены
4. Прогестины
5. Кальцитриол